# Spädklöver
Spädklöver (Trifolium micranthum), är en växtart i familjen ärtväxter. Växten liknar trådklöver (Trifolium dubium) men skiljer sig från denna genom att det mellersta småbladet är nästintill oskaftat. Den växer ej i Sverige utan finns närmast i Danmark där den är sällsynt.